# Șabelnea, Jovkva
Șabelnea (în ucraineană Шабельня) este un sat în comuna Ricikî din raionul Jovkva, regiunea Liov, Ucraina.

## Demografie
Componența lingvistică a localității Șabelnea
     Ucraineană (96,53%)
     Alte limbi (0,69%)
Conform recensământului din 2001, majoritatea populației localității Șabelnea era vorbitoare de ucraineană (96,53%), existând în minoritate și vorbitori de polonă (2,31%).